# Janet Niven
Janet Simpson Ferguson Niven (20 de agosto de 1902 - 15 de julio de 1974) fue una históloga y patóloga británica.

## Biografía
Janet Niven se graduó en 1925 en la Universidad de Glasgow con una licenciatura en Medicina y Cirugía. Fue la primera mujer en ganar el Premio Memorial Brunton, otorgado anualmente a los médicos recién graduados más distinguidos. Trabajó para la Universidad de Glasgow, donde le fue concedida la beca Faulds de Investigación (1924-1928); la beca McCunn (1928-1940); y la beca Carnegie de Investigación (1940-1942). En 1932 fue galardonada por su investigación sobre cultivo de tejidos, y nombrada profesora en el Departamento de Patología (1932-1946), trabajando también como patóloga asistente en la Western Infirmary.
Durante la Segunda Guerra Mundial, Niven se unió a la Royal Army Medical Corps como patóloga y alcanzó el rango de Mayor. Su trabajo incluyó estudios sobre infecciones por virus y la vacunación preventiva contra la fiebre tifoidea en los soldados. En 1947, se trasladó al Instituto Nacional para la Investigación Médica MRC (RMIN), primero en la División de Bacteriología e Investigación de Virus y más tarde como directora del Laboratorio de Citopatología. Contribuyó al desarrollo de los procedimientos de prueba de seguridad para las vacunas contra la poliomielitis que se utilizaban en el Reino Unido. Publicó numerosos trabajos de investigación sobre la respuesta del huésped a las infecciones microbianas y el desarrollo de técnicas de microscopía de fluorescencia para el estudio de ácidos nucleicos celulares y virales.
En 1967, fue galardonada con un Legum Doctor honor por la Universidad de Glasgow, esta distinción se entrega tradicionalmente a investigadores con una reconocida carrera. Se retiró en 1967. Tras su muerte en 1974, fue descrita como "una autoridad mundial sobre determinados aspectos de las enfermedades virales".